# 哈什島
54°49′S 35°59′W / 54.817°S 35.983°W
哈什島（德語：Hash Island），是南極洲的島嶼，位於南喬治亞群島，處於拉森港的入口處，由德國的探險隊測量，在1927年由英國研究隊命名，由英國海外領土管轄。